# Spike Chunsoft
K.K. Spike Chunsoft (jap. 株式会社スパイク・チュンソフト Kabushiki-gaisha Supaiku Chunsofuto) ist ein japanisches Entwicklerstudio mit einem Schwerpunkt auf Konsolen-Rollenspielen und Sound Novels (japanische Adventures), als deren Begründer das Studio gilt. Gegründet 1984 als Chunsoft, fusionierte es 2011 mit Spike. Über das Internetunternehmen Dwango ist es Teil des Medienkonzerns Kadokawa.

## Geschichte

### Gründung als Chunsoft

Ehemaliges Chunsoft-Logo

Das Unternehmen wurde als Chunsoft (株式会社チュンソフト, Kabushiki kaisha Chunsofuto) 1984 von Kōichi Nakamura gegründet. Nakamura hatte 1982 an einem von Enix ausgelobten Programmierwettbewerb teilgenommen und wurde mit seinem Titel Door Door als einer von zwei Siegern ausgewählt. Das Spiel wurde zusammen mit Love Match Tennis von Yuji Horii eine der ersten Spieleveröffentlichungen des japanischen Publishers. Enix-Gründer Yasuhiro Fukushima baute daraufhin sein Geschäftsmodell auf die Zusammenarbeit mit externen Entwicklern, deren Entwicklungen er über Enix vermarktete. In diesem Zusammenhang entstand auch Nakamuras Chunsoft. Der Name stammt von Chun, einem Charakter der in Enix’ erstem Videospiel Door Door auftrat. Es handelt sich gleichzeitig um eine alternative Lesart des Kanji-Zeichens Naka (中), wie sie im japanischen Mahjongg vorkommt und ein Spitzname Nakamuras war.
Bekannt wurde das Studio als Entwickler der ersten fünf Teile der Rollenspielreihe Dragon Quest und den rogue-artigen Titeln der Reihe Mystery Dungeon (不思議のダンジョン, Fushigi no Danjon). Mit dem 1992 veröffentlichten Otogirisō legte Chunsoft außerdem den Grundstein für das Subgenre der Sound Novel. Ausgangspunkt war Nakamuras Suche nach einem einfachen Spielprinzip, das auch von Personen ohne große Spielkenntnisse in kurzer Zeit erlernt und genutzt werden kann. Gleichzeitig sollte ein solches Projekt mit geringen Kosten verbunden und von einem kleinen Team umsetzbar sein. Die einfachste Vorgehensweise sah er in der Softwareumsetzung von Romanen, die die Fantasie des Spielers anregen. Beeinflusst wurde er dabei auch vom Textadventure Zork und einem Titel namens 幽霊船 (Geisterschiff). Da der NES nur Hiragana-Zeichen wiedergeben konnte, war dies zunächst nicht möglich. Mit dem Erscheinen des SNES, dessen leistungsfähigen Soundchip und der Fähigkeit, nun auch Kanji-Zeichen wiedergeben zu können, bot sich Nakamura schließlich die Möglichkeit, seine Vorstellung umzusetzen. Um den höheren Preis gegenüber einem Buch rechtfertigen zu können, kombinierte er die im Vordergrund stehenden Bildschirmtexte mit dazu passenden Hintergrundgrafiken und Visualisierungen der handelnden Figuren sowie einer an die Erzählstimmung angelehnten Klangkulisse. Entscheidungsfreiheiten des Spielers spielten dagegen eine untergeordnete Rolle. Otogirisō verkaufte sich zunächst 120.000 Mal, konnte sich jedoch langanhaltend verkaufen, sodass Chunsoft langfristig 300.000 Exemplare verkaufen konnte. Kamaitachi no Yoru (später im Westen als Banshees Last Cry portiert und veröffentlicht) erwies sich spätestens mit der Portierung auf die PlayStation, auf der allein sich der Titel 400.000 Mal verkaufte, als großer Verkaufserfolg.
2005 erwarb der japanische Entwickler Dwango, zu diesem Zeitpunkt spezialisiert auf Mobile Games, von Nakamura 59 % der Unternehmensanteile und erhielt damit die Kontrolle über das Unternehmen. Im November desselben Jahres erwarb Dwango auch einen 80-%-Anteil am japanischen Entwickler und Publisher Spike (u. a. Way of the Samurai, Fire Pro Wrestling).

### Fusion mit Spike
Im November 2011 gaben Chunsoft und ihr Schwesterunternehmen Spike ihre Fusion bekannt. Beide Unternehmen erhofften sich nach eigenen Angaben Synergieeffekte von dem Zusammenschluss. Spike konnte seine Titel bereits erfolgreich im Ausland veröffentlichen und übernahm die Vermarktung großer westlicher Marken in Japan (u. a. Tomb Raider: Legend, The Elder Scrolls IV: Oblivion, Bioshock, NHL 2K9), während Chunsoft Expertise im Mobile-Sektor besaß. Spike hatte zu diesem Zeitpunkt über Bandai Namco mehrere Titel im Dragon-Ball-Franchise veröffentlicht und befand sich in der Entwicklung des Rollenspiels Conception und der Fortsetzung Danganronpa 2: Goodbye Despair. Zum 1. April 2012 fusionierten beide Unternehmen zur K.K. Spike Chunsoft. Juristisch wurde Spike aufgelöst und ging in Chunsoft auf.
Der Mutterkonzern Dwango fusionierte im Oktober 2014 mit dem japanischen Verlag Kadokawa Shoten zu Dwango Kadokawa. 2017 gründete Spike Chunsoft in Long Beach eine US-Niederlassung zur künftigen Vermarktung seiner Spiele und der des Schwesterunternehmens 5bp./Mages (u. a. Steins;Gate) in Eigenregie. In diesem Zusammenhang endete auch die Vermarktung der Danganronpa-Reihe durch Nippon Ichi Software.

## Veröffentlichungen

### Als Chunsoft
- 1985: Portopia Renzoku Satsujin Jiken (NES)
- 1986: Dragon Quest (NES)
- 1987: Dragon Quest 2 (NES)
- 1988: Dragon Quest 3 (NES)
- 1990: Dragon Quest 4: Chapters of the Chosen (NES)
- 1992: Dragon Quest 5: Hand of the Heavenly Bride (SNES)
- 1992: Otogirisō (SNES)
- 1993: Torneko no Daibōken: Fushigi no Dungeon (SNES)
- 1994: Kamaitachi no Yoru (SNES, GBA, Wii, Wii U)
- 1995: Mystery Dungeon: Shiren the Wanderer (SNES, NDS, Wii, iOS)
- 1998: Sound Novel: Machi (Saturn)
- 1998: Banshee’s Last Cry (PSOne, PS3, PSP, PSVita, Android, iOS)
- 1999: Torneko: The Last Hope (PSOne, GBA)
- 1999: Sound Novel Evolution 1: Otogirisō Sōsei-hen (PSOne, PS3, PSP, PSVita)
- 2000: Fushigi no Dungeon: Fūrai no Shiren 2 (N64)
- 2002: Kamaitachi no Yoru 2: Kangoku-shima no Warabe Uta (PS2)
- 2002: Torneko no Daibōken 3 (PS2, GBA)
- 2005: Homeland (Gamecube)
- 2005: Pokémon Mystery Dungeon: Team Rot (GBA, Wii U)
- 2005: Pokémon Mystery Dungeon: Team Blau (NDS, Wii U)
- 2006: Sound Novel Portable: Machi - Unmei no Kōsaten
- 2007: Pokémon Mystery Dungeon: Erkundungsteam Zeit (NDS)
- 2007: Pokémon Mystery Dungeon: Erkundungsteam Dunkelheit (NDS)
- 2008: 428: Fūsasareta Shibuya de (PS3, PS4, Wii, PSP, Windows)
- 2008: Imabikisō (PS3, Wii)
- 2009: Pokémon Mystery Dungeon: Erkundungsteam Himmel (NDS)
- 2010: Shiren the Wanderer (PSP, Wii)

### Als Spike Chunsoft
- 2012: Conception: Ore no Kodomo o Undekure! (PSP, PS4, Win)
- 2012: Kenka Banchō Bros. Tokyo Battle Royale (PSP)
- 2012: Danganronpa 2: Goodbye Despair (PSVita, Win, macOS, Linux, PS4, Android, iOS)
- 2012: Danganronpa: Trigger Happy Havoc (PSVita, Win, macOS, Linux, PS4)
- 2012: Mystery Dungeon: Shiren the Wanderer 4 Plus: The Eye of God and the Devil’s Navel (PSP)
- 2012: Fire Pro Wrestling (X360)
- 2012: Dragon Ball Z für Kinect (X360)
- 2012: Pokémon Mystery Dungeon: Portale in die Unendlichkeit (3DS)
- 2013: Heroes VS (PSP)
- 2013: 999: Nine Hours, Nine Persons, Nine Doors (iOS)
- 2013: StreetPass Battle / Warrior’s Way (3DS)
- 2013: Conception 2: Children of the Seven Stars (3DS, PSVita, Win)
- 2013: Attack on Titan: Humanity in Chains (3DS)
- 2014: Fossil Fighters: Frontier (3DS)
- 2014: J-Stars Victory VS (PS3, PSVita)
- 2014: Sekai Seifuku: Costume Fes. (PSVita)
- 2014: Danganronpa Another Episode: Ultra Despair Girls (Win, PS4)
- 2015: Etrian Mystery Dungeon (3DS)
- 2015: J-Stars Victory VS+ (PS4, PS3, PSVita)
- 2015: Pokémon Super Mystery Dungeon (3DS)
- 2015: Danganronpa: Unlimited Battle (iOS, Android)
- 2015: Kenka Bancho 6: Soul & Blood (3DS)
- 2015: Ukiyo no Shishi (PS3)
- 2015: Ukiyo no Roushi (PSVita)
- 2015: Mystery Dungeon: Shiren the Wanderer 5 Plus: The Tower of Fortune and the Dice of Fate (Switch, Win)
- 2015: Mystery Chronicle: One Way Heroics (PS4, Vita, Win)
- 2015: Exist Archive: The Other Side of the Sky (PS4, PSVita)
- 2016: Mario & Sonic bei den Olympischen Spielen: Rio 2016 (3DS)
- 2016: One Piece: Burning Blood (PS4, PSVita, XOne, Win)
- 2016: Kenka Bancho Otome (PSVita)
- 2016: Zero Time Dilemma (3DS, PSVita, Win, PS4)
- 2017: Etrian Mystery Dungeon 2 (3DS)
- 2017: Fire Pro Wrestling World (Win, PS4)
- 2017: Kenka Bancho Otome: My Honey of Absolute Perfection (PSVita)
- 2017: Danganronpa V3: Killing Harmony (PS4, PSVita, Win, Android, iOS)
- 2018: One Piece Grand Cruise (PS4)
- 2018: Seikimatsu Days: Our Era’s End (Android, iOS)
- 2018: Zanki Zero: Last Beginning (Win, PS4, PSVita)
- 2019: Jump Force (PS4, XOne, Win, Switch)
- 2019: Mystery Dungeon: Shiren the Wanderer (iOS, Android)
- 2019: Kenka Bancho Otome 2nd Rumble!! (PSVita)
- 2019: AI: The Somnium Files (Win, Switch, PS4)
- 2020: One-Punch Man: A Hero Nobody Knows (Win, PS4, XOne)
- 2020: Pokémon Mystery Dungeon: Rescue Team DX (Switch)